# Paola Catapano
Paola Catapano (Lucera, 1963) è una giornalista e conduttrice televisiva italiana, comunicatrice scientifica al CERN.

## Biografia
Si è laureata nel 1987 in interpretazione simultanea (inglese, francese, portoghese e tedesco) presso la Scuola Superiore per interpreti e traduttori dell’Università di Trieste. Nel 1990 viene assunta al CERN di Ginevra come assistente del Direttore, il premio Nobel Carlo Rubbia. Attualmente dirige il servizio di comunicazione multimediale al CERN di Ginevra.
Nel 1994 diventa direttrice del Servizio visite, eventi ed esposizioni del CERN. Ha rappresentato il CERN in diversi network internazionali dedicati alla comunicazione della Scienza, tra cui EuroForum, che raggruppa le organizzazioni scientifiche intergovernative europee, e PCST (Public Communication of Science and Technology), del quale è stata presidente dal 2001 al 2004.
Nel 1997 ottiene un Master in giornalismo scientifico dal SISSA di Trieste. Da allora, in parallelo a quella del CERN, ha intrapreso la carriera di giornalista scientifica free-lance, inizialmente per la rivista Newton e l’inserto Tuttoscienze de La Stampa.
Nel 2003 avvia una collaborazione con RAI Educational e Rai World come autrice e 
conduttrice di oltre 40 documentari e reportages di divulgazione scientifica. Al CERN 
apre il canale YouTube, dove pubblica aggiornamenti sul progetto LHC (Large Hadron Collider), dall’incidente che lo bloccò nel 2008 alla scoperta del bosone di Higgs nel 2012. Ha prodotto reportages di divulgazione scientifica in diretta web, in particolare con il primo webcast in diretta europea in collaborazione con l’Exploratorium di San Francisco (1999); il primo webcast in diretta in occasione dell’Anno Mondiale della Fisica 2005 (Beyond Einstein); il commento in diretta della messa in funzione del Large Hadron Collider, con collegamenti in mondovisione.
Ha seguito spedizioni di ricerca in località estreme. Nel 2006 ha trascorso oltre un mese in Antartide, producendo documentari per RAI Educational e articoli per Newton e Tuttoscienze de La Stampa. Nel 2015 ha prodotto docu-reportage A Nord di Capo Nord per Rai Internazionale, ospite della Base Dirigibile Italia del CNR.
Nel 2004 è’ stata giornalista ospite dell’Agenzia spaziale europea durante la campagna di voli parabolici per studenti, con la produzione di un reportage di volo in "gravità zero". Per conto del CERN ha seguito l’ultima missione dello Space Shuttle Endeavour per il lancio dello spettrometro AMS dal Kennedy Space Center in Florida. Nel novembre 2014 ha commentato in diretta la missione di Samantha Cristoforetti dal Mission Control (TSUP), vicino a Mosca.
Per Rai Educational ha prodotto la serie divulgativa per bambini "MiniDarwin", con tre spedizioni di bambini e ricercatori alle isole Galapagos (2007), sui vulcani italiani (2008) e nella foresta amazzonica in Brasile. Il suo ultimo documentario, trasmesso da RAI 
World nel marzo 2016, è intitolato On the Road, Guardando Il Cielo, sul tema dei grandi 
telescopi europei nel deserto di Atacama in Cile.
Nel 2018 organizza e gestisce la spedizione di ricerca in artico Polarquest2018, in barca a vela, in occasione del novantesimo anniversario dell’impresa polare al Polo Nord di Umberto Nobile, raggiungendo per la prima volta le coordinate geografiche del primo SOS lanciato dai naufraghi, oltre l’ottantunesimo parallelo.

## Premi e riconoscimenti
- AISAD Executive Assistant of the year (1991)
- UNIROMA DocScient Festival (2007) [7]
- Premio Capo D'Orlando per la divulgazione scientifica (2007)
- White Raven Prize (2008) [8]
- Premio Donna Città di Ercolano (2009)
- Premio Argos Hippium (2013) [9]
- DocScient, Roma (2014) [10]
- Premio Famiglia Dauna (Roma, 2017)
- Lovie’s Award (2017) [11]
- Premio Città di Lucera (2019)
- Premio Atlantide (Perugia, 2021) [12]

## Pubblicazioni
Alcuni libri di Paola Catapano:
- Mini Darwin alle Galapagos, ed. Scienza, 2008
- Mini Darwin. Un'avventura sui vulcani, ed. Scienza, 2010
- Mini Darwin. In Amazzonia alla scoperta della biodiversità, ed. Scienza, 2011
- Il lungo viaggio delle onde gravitazionali, ed. Textus, 2021[13]